# André Syrvet
André Syrvet (10 giugno 1907 – Losanna, 30 giugno 1983) è stato un calciatore svizzero, di ruolo attaccante.

## Carriera

### Nazionale
Ha collezionato 3 presenze con la propria Nazionale.

## Statistiche

### Cronologia presenze e reti in Nazionale
| Cronologia completa delle presenze e delle reti in nazionale ― Svizzera | Cronologia completa delle presenze e delle reti in nazionale ― Svizzera | Cronologia completa delle presenze e delle reti in nazionale ― Svizzera | Cronologia completa delle presenze e delle reti in nazionale ― Svizzera | Cronologia completa delle presenze e delle reti in nazionale ― Svizzera | Cronologia completa delle presenze e delle reti in nazionale ― Svizzera | Cronologia completa delle presenze e delle reti in nazionale ― Svizzera | Cronologia completa delle presenze e delle reti in nazionale ― Svizzera |
| Data                                                                    | Città                                                                   | In casa                                                                 | Risultato                                                               | Ospiti                                                                  | Competizione                                                            | Reti                                                                    | Note                                                                    |
| ----------------------------------------------------------------------- | ----------------------------------------------------------------------- | ----------------------------------------------------------------------- | ----------------------------------------------------------------------- | ----------------------------------------------------------------------- | ----------------------------------------------------------------------- | ----------------------------------------------------------------------- | ----------------------------------------------------------------------- |
| 24-5-1931                                                               | Ginevra                                                                 | Svizzera                                                                | 2 – 3                                                                   | Scozia                                                                  | Amichevole                                                              | -                                                                       |                                                                         |
| 6-12-1931                                                               | Bruxelles                                                               | Belgio                                                                  | 2 – 1                                                                   | Svizzera                                                                | Amichevole                                                              | -                                                                       |                                                                         |
| 14-2-1932                                                               | Napoli                                                                  | Italia                                                                  | 3 – 0                                                                   | Svizzera                                                                | Coppa Internazionale 1931-1932                                          | -                                                                       |                                                                         |
| Totale                                                                  |                                                                         | Presenze                                                                | 3                                                                       |                                                                         | Reti                                                                    | 0                                                                       |                                                                         |